# منظمة السفراء

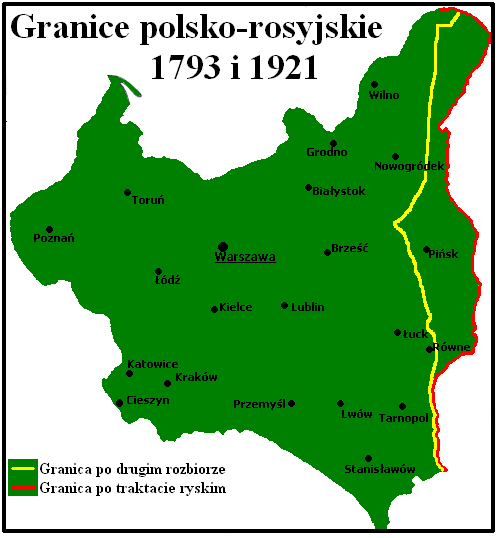

منظمة السفراء هي منظمة بين الحلفاء الأساسيين والثانويين نشأت بعد الحرب العالمية الأولى وشكلت في باريس سنة 1920
وهذه المنظمة خلفت المجلس الأعلى للحرب وأدمجت كأمر واقع في عصبة الأمم لاحقاً كإحدى الهيئات الإدارية في العصبة. أصبحت أقل فعالية بعد معاهدة لوكارنو سنة 1925. وتوقفت رسمياً سنة 1931
وتألفت المنظمة من سفراء بريطانيا وإيطاليا واليابان المعتمدين في باريس ووزير الخارجية الفرنسي، وحضرت أمريكا كمراقب لأن الولايات المتحدة لم تكن جهة رسمية في معاهدة فارساي.
وقد تم تشكيل المؤتمر لفرض معاهدات سلام وللتوسط في النزاعات الإقليمية بين مختلف الدول الأوروبية